# Johann Balthasar Schupp

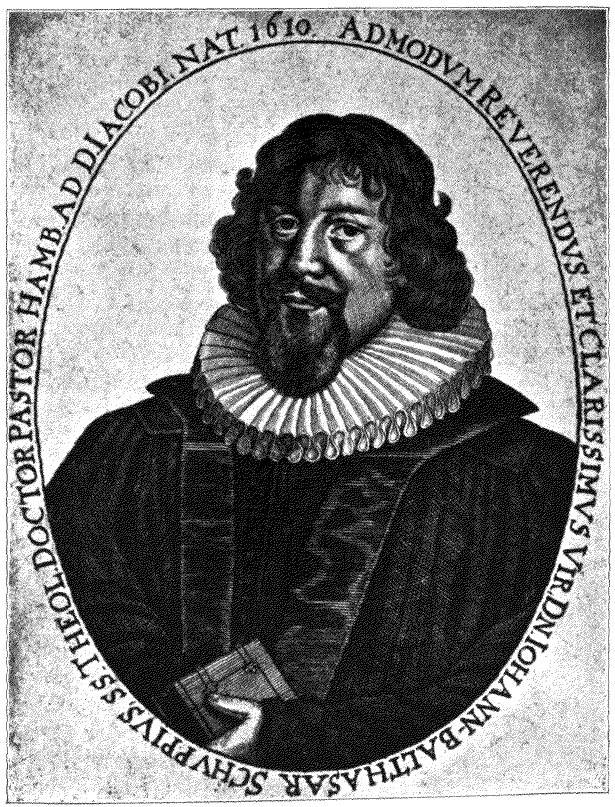
Johann Balthasar Schupp.

Johann Balthasar Schupp (Schuppius, Schuppe), född den 1 mars 1610 i Giessen, död den 26 oktober 1661 i Hamburg, var en tysk predikant.
Schupp blev, efter studier i Marburg och vidsträckta resor, professor i historia vid Marburgs universitet 1635, därjämte predikant vid Elisabethskyrkan 1643. Två år senare kallad till hovpredikant hos lantgreven av Hessen, sändes han av denne som i representant till fredsunderhandlingarna i Osnabrück och Münster. Mycket ansedd bland protestanterna, anmodades han av Johan Oxenstierna att hålla predikan vid tacksägelsegudstjänsten efter fredens avslutande. År 1649 blev han pastor vid S:t Jakobi i Hamburg. 
En framstående och originell predikant, hade Schupp, trots att han var ortodox, föga gemensamt med den härskande ortodoxa predikoriktningen; ej heller hade han tagit intryck av den Arndtska mystiken. Närmast är han att jämföra med de medeltida folkpredikanterna. Hans förkunnelse utmärkes för folklig naivitet och omedelbar, lekfull friskhet, samtidigt som han med bittert allvarlig ironi med dragning åt det satiriska gisslar sin tids lyten. Hans skrifter överflödar av för tiden karakteristiska sedeskildringar. Schupps Schriften utkom 1663, 1677, 1684 och 1719; nytryck av vissa 1878, 1891 och 1910.

## Psalmer
- Jag låter Herrans nåde (In allen meinen Thaten). Schupp lade till verserna 6, 7, 8, 9, 13 och 14.[1]
- Gudh heligste Treenighet (Gott Heiligste drei Einigkeit)